# Albuñuelas
Albuñuelas er en by og kommune i det sydøstlige Spanien i provinsen Granada. Den har et indbyggertal på 794 (2024) indbyggere.